# CenturyTel Center
Le CenturyTel Center est une salle omnisports de 14 000 places située à Bossier City, Louisiane. Ses locataires sont les Mudbugs de Bossier-Shreveport et les Bossier-Shreveport Battle Wings.

## Événements
- Southland Conference men's basketball tournament, 2001
- Central Hockey League All-Star Game, 14 janvier 2007

## Galerie

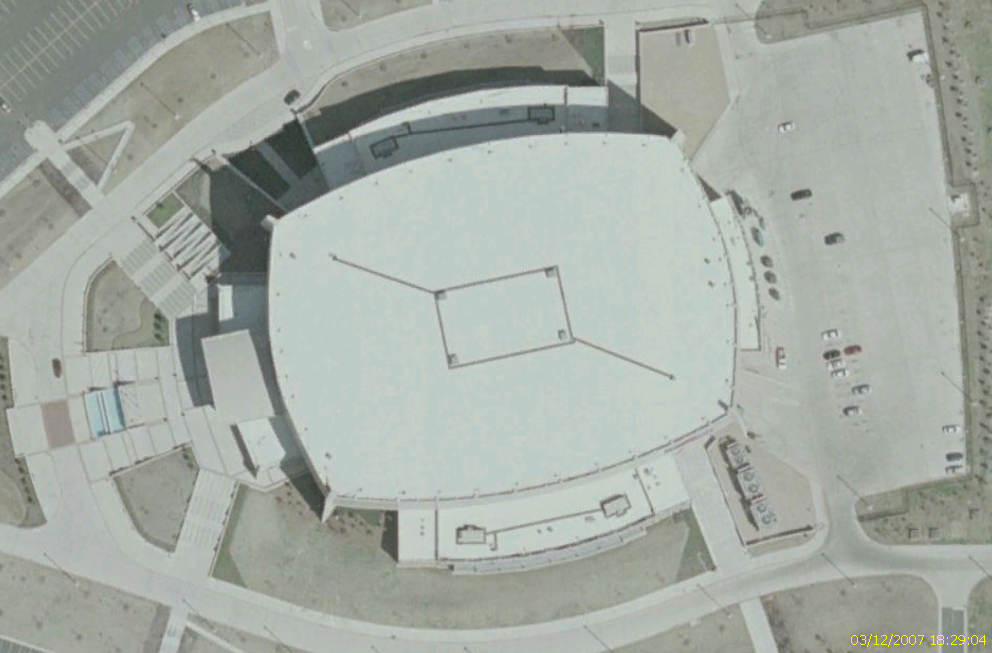
Image satellite